# Jutta Balk
Jutta Balk (Riga, 9 juli 1902 – Maagdenburg, 9 augustus 1987) was een Duits kunstschilder, poppenmaker, poppenspeler en vertaler van Baltisch-Duitse afkomst. Ze was de medeoprichter van het Poppentheater van Maagdenburg.

## Levensloop
Balk studeerde schilderkunst en kunstgeschiedenis in haar geboortestad Riga bij Sonja Plawneck, Susa Walter en aan de kunstacademie bij Kramareff. Aanvankelijk werkte ze als kunstschilder; een van haar werken werd door het kunstmuseum van Riga gekocht. Later ging ze in de kunstnijverheid aan de slag en maakte ze badspeelgoed.
In 1941, tijdens de Tweede Wereldoorlog werd ze verdreven naar Maagdenburg, waar ze aan de volkshogeschool leerde marionetten maken van Xaver Schichtl. Vervolgens maakte ze zelfstandig marionetten en ontwikkelde ze een eigen kneedbare, houdbare stof om de poppenkop te kunnen maken.
Sinds 1945 voerde ze in haar eigen woning poppenrevues op met haar eigen poppen. Daarnaast zette ze zich in voor de oprichting van een professioneel poppentheater in Maagdenburg. In 1958 slaagde ze er uiteindelijk in de stadsraad over te halen. Samen met Gustel Möller zette ze vervolgens het Poppentheater van Maagdenburg op, dat begin 21e eeuw nog altijd bestaat. Möller werd de eerste intendant en de eerste opvoering vond plaats met De gelaarsde kat door een gezelschap van vier spelers op 1 september 1958.
Zelf bleef ze tot aan haar pensioen in 1967 nauw betrokken bij het theater. Daarnaast wijdde ze zich aan vertaalwerkzaamheden. Zo vertaalde ze onder meer het standaardwerk Mein Beruf van de Sovjet-Russische poppenspeler Sergej Obraztsov, evenals de roman Quartier ohne Nummer van Gunārs Cīrulis en Anatols Imermanis, eveneens uit het Russisch.
Bij haar afscheid werd ze uitgeroepen tot erelid. De stad Maagdenburg noemde een straat in de buurt van het poppentheater naar haar, de Jutta-Balk-Straße.